# Små, små fåglar
Små, små fåglar (engelska: Birds in the Spring) är en en amerikansk animerad kortfilm från 1933. Filmen ingår i Silly Symphonies-serien.

## Handling
Tre fågelägg kläcks till fågelföräldrarnas stora glädje. Ungarna växer upp och lär sig både att sjunga och flyga. En dag faller en av ungarna, Otto, ner från boet. Han träffar på olika djur, och efter att ha varit nära att bli uppäten av en skallerorm hittar han hem igen.

## Om filmen
I filmen spelas flera klassiska stycken, bland annat Sari Waltz av Emmerich Kálmán.
Filmen hade svensk premiär annandag jul 1933 på biografen Rita i Stockholm och ingick i kortfilmsprogrammet Tre små grisar tillsammans med fyra kortfilmer till; I jultomtens verkstad, Den mekaniske boxaren, Tre små grisar och Musse Piggs galapremiär.

## Rollista
- Dorothy Compton – barnfåglar
- Marion Darlington – fåglar
- Clarence Nash – fåglar, bin
- Purv Pullen – bin[7]